# Velocitat de l'aire
Velocitat de l'aire és un dels paràmetres que s'inclou en els càlculs de la sensació tèrmica. S'expressa en m/s i es mesura amb diversos tipus d'anemòmetres.
En les proximitats de la pell, es crea una capa d'aire immòbil que manté una temperatura propera a la de la pell i una humitat relativa alta. El moviment de l'aire desplaça aquest aire i permet un intercanvi de calor més efectiva amb l'ambient i un millor rendiment de l'evaporació del vapor d'aigua de la pell (suor), el que modifica les condicions tèrmiques del cos.
És agradable la brisa en una situació de calor, ja que millora el refredament del cos; s'admeten velocitats de fins a 1,50 m/s per poc temps. Quan es treballa, ha de ser inferior a 0,55 m/s, perquè es volen els papers.
El moviment de l'aire és menys desitjable quan fa fred. No obstant això, quan l'aire està immòbil (velocitat igual a 0 m/s), la sensació és sempre desagradable, per la qual cosa quan fa fred s'estimen correctes velocitats compreses entre 0,10 i 0,15 m/s.